# Werner Daem
Werner Daem (Yangambi (Belgisch-Kongo), 3 november 1954 – Brussel, 8 mei 2019) was een Brussels oud-politicus.
Hij studeerde rechten in Leuven, op aanraden van een heeroom die later bisschop van Antwerpen werd. In Leuven leerde hij Willem Schamp en Frank Vandenbroucke kennen. Hij werd advocaat en woont sedert zijn huwelijk in 1982 in Jette, een van de 19 gemeenten van het Brussels Hoofdstedelijk Gewest. Hij was voorzitter van de MIVB en werd bekend omdat hij optrad tegen racistische en hardhandige leden van de MIVB-veiligheidsdienst.
Van 2000 tot 2006 was Daem eerste schepen van Jette (Financiën, Economie, Vlaamse gemeenschap en Nederlandstalig onderwijs). Hij werd binnen de sp.a lange tijd als een mogelijk minister beschouwd, maar hij werd opzij geschoven ten voordele van jongere kandidaten in het Brusselse Hoofdstedelijk Gewest. Hij was een fervente tegenstander van taalgesplitste lijsten, maar omdat de Franstalige PS enkel aan hem een plaats op haar Jetse lijst aanbood, besloot hij ten slotte op te komen op een kartellijst met Spirit. Bij de gemeenteraadsverkiezingen van oktober 2006 was hij een van beide verkozenen op de sp.a-Spirit lijst. Kort nadien besliste hij echter om over te stappen naar de PS.
Van 2011 tot 2019 was Daem rechter in de rechtbank van koophandel te Brussel.
Hij overleed op 8 mei 2019 aan de gevolgen van leukemie.
Hij is de vader van schrijver Frederik Willem Daem, alsook van Elisabeth, Alexander en Nikolaas.